# مستشفى رويال بولتون
مستشفى رويال بولتون (بالإنجليزية: The Royal Bolton Hospital)‏ هو مستشفى عام في فارنورث في إنجلترا، جريتر مانشستر. حيثُ تتولى إدارتها مؤسسة بولتون لخدمات الرعاية الصحية الوطنية.

## تاريخ

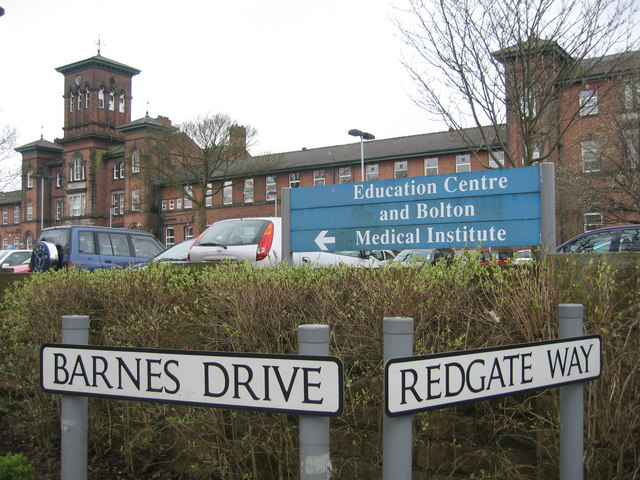
"معهد فيشبول" قبل الهدم.

أُنشئ المستشفى كمستشفى للحمى وبُني بجوار "مستشفى فيشبول" في عام 1872.
أُضيفت كتلة العزل في عام 1893، وتم بناء مصحة خصيصًا، تعرف باسم مستشفى تاونلي، على الموقع في عام 1896. أصبحت مباني ملجأ العمل، المعروفة بذلك بأنها "معهد فيشبول" في ذلك الوقت، جزءًا من المستشفى في عام 1913.
إنضمت المستشفى إلى الخدمة الوطنية للصحة في عام 1948 وأصبح مستشفى بولتون العام في عام 1951. بعد نقل خدمات مستوصف بولتون الملكي إلى مستشفى منطقة بولتون العام في عام 1996، أصبح المرفق الأخير هو مستشفى بولتون الملكي.ثم هُدم مباني "معهد فيشبول" القديمة في عام 2011.
في ديسمبر 2014، تم الإبلاغ عن وجود تراكم كبير لمشكلات الصيانة في المستشفى، بلغت قيمته 24.6 مليون جنيه إسترليني، وبدون إصلاحها قد ينهار دعامات الأرضية الخرسانية تحت قاعة عمليات مركز الجراحة للمسالك البولية؛ مما قد يؤدي إلى "نتائج وخيمة". تقدمت المؤسسة بطلب للحصول على 30 مليون جنيه إسترليني لترقية مرافقها وإعادة تصميم تكنولوجيا المعلومات في مايو 2015. نظام التدفئة ونظام تكييف الهواء قد وصلا إلى نهاية عمرهما الافتراضي. حصلت على قرض بقيمة 22.5 مليون جنيه إسترليني ومنحة قدرها 7.5 مليون جنيه إسترليني في سبتمبر 2015.

## المرافق
يُعتبر مستشفى بولتون الملكي واحد من أكثر مستشفيات الخدمة الوطنية للصحة ازدحامًا في شمال غرب إنجلترا وكان أكثرها ازدحامًا في ولاية جريتر مانشستر، حيث بلغ عدد حالات الدخول أكثر من 32,000 حالة في عام 2007-2008.

## روابط خارجية
- صندوق مؤسسة بولتون NHS